# Load Haul Dump

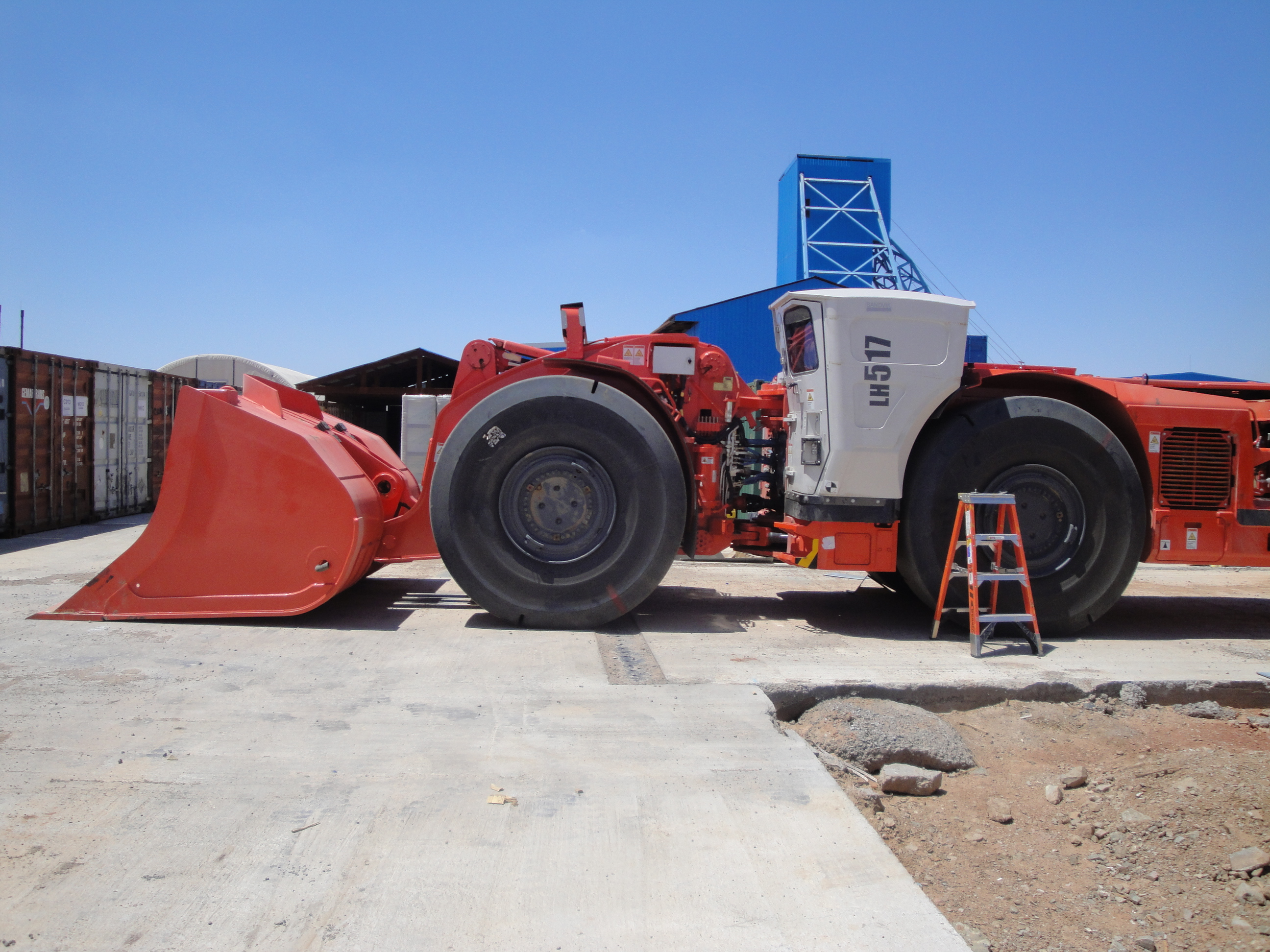
Un Cargador SANDVIK LH517

Un LHD (por el inglés Load Haul Dump) es una de las maquinarias más usadas en la minería subterránea, ya que es parte integral del proceso productivo de una mina, porque se encarga de transportar el material recién dinamitado a los buzones de vaciado.
Los principales fabricantes de este tipo de máquinas son Caterpillar, Sandvik, GHH y Atlas Copco. Estas maquinarias existen en modalidades diésel y eléctricas. También es posible encontrarlas en modalidades de operación manual (con operador en el equipo), tele-comandada (con operador a distancia) y recientemente, en menor cantidad, en modalidad autónoma. Es posible encontrar un amplio rango de capacidades de carga entre las 3,6 y 20 toneladas.
- Datos: Q1392436
- Multimedia: Load Haul Dump / Q1392436